# Edijs Brahmanis
Edijs Brahmanis (* 17. November 1983 in Riga, Lettische SSR) ist ein lettischer Eishockeyspieler, der seit 2011 beim HK Sary-Arka Karaganda in der kasachischen Meisterschaft unter Vertrag steht.

## Karriere
Brahmanis begann seine Karriere in der Mannschaft von Essamika/Juniors Riga aus der Division B der East European Hockey League. Während der laufenden Spielzeit wechselte er zu Prizma ’83 Riga in die Latvijas Hokeja Līga, für die er bis 2002 auf dem Eis stand. Anschließend ging der Stürmer in die nordamerikanische Eastern Junior Hockey League zunächst zu den New Hampshire Jr. Monarchs und in der Saison 2002/03 zu den Valley Junior Warriors. 
2003 kehrte er nach Europa zurück und spielte dort für ASK/Ogre in der EEHL und der lettischen Liga. Dabei schoss der Linksschütze in der Spielzeit 2004/05 die meisten Tore der Liga und wurde mit seiner Mannschaft Vizemeister. Nach diesem Erfolg verpflichteten die Basingstoke Bison den Letten, wo er sowohl in der Elite Ice Hockey League als auch im nationalen Pokalwettbewerb, dem Challenge Cup, eingesetzt wurde. Zur Saison 2006/07 ging Brahmanis wieder in die lettische Liga und stürmte dort jeweils ein Jahr für den HK Riga 2000 und erneut ASK/Ogre. Zum HK Liepājas Metalurgs kam der Stürmer im Jahr 2008, mit denen er die lettische Meisterschaft erreichte und außerdem in der offenen belarussischen Extraliga antrat. Mit 31 Toren in 46 Spielen wurde der Angreifer Torschützenkönig der Liga. Darüber hinaus absolvierte er vier Spiele für Dinamo Riga in der Kontinentalen Hockey-Liga und konnte dabei ein Tor erzielen.
Zu Beginn der Saison 2009/10 spielte Edijs Brahmanis für die Eispiraten Crimmitschau, verließ diese aber im Oktober 2009 und kehrte in seine Heimat zum HK Liepājas Metalurgs zurück, mit dem er 2011 erneut den lettischen Meistertitel gewann. Zur Saison 2011/12 wechselte er zum HK Sary-Arka Karaganda aus der kasachischen Meisterschaft.

### International
Erste internationale Erfahrungen sammelte Brahmanis bereits im Jahr 2000 für die Juniorenauswahl Lettlands, mit denen er an drei Nachwuchs-Weltmeisterschaften teilnahm. Seine konstanten Leistungen in den letzten Jahren verhalfen ihm zur Aufnahme in den erweiterten Kader der lettischen Nationalmannschaft. Mit dem Team bestritt er die gesamte Vorbereitungsphase auf die Weltmeisterschaft 2009, schaffte es aber nicht in den Weltmeisterschafts-Kader.

## Erfolge und Auszeichnungen
- 2004 Lettischer Vizemeister mit ASK/Ogre
- 2005 Lettischer Vizemeister mit ASK/Ogre
- 2005 Torschützenkönig der Latvijas Hokeja Līga
- 2009 Lettischer Meister mit dem HK Liepājas Metalurgs
- 2009 Torschützenkönig der belarussischen Extraliga
- 2011 Lettischer Meister mit dem HK Liepājas Metalurgs

## Karrierestatistik
| 1999/00                              | Essamika/Juniors Riga                | EEHL-B                               | 10  | 4   | 5   | 9   | 0   | –  | –  | –  | –  | –  |
| 1999/00                              | Prizma '83 Riga                      | LAT                                  | 12  | 7   | 0   | 7   | 22  | –  | –  | –  | –  | –  |
| 2000/01                              | Prizma '83 Riga                      | LAT                                  | 15  | 11  | 9   | 20  |     | –  | –  | –  | –  | –  |
| 2000/01                              | HK Riga 2000                         | EEHL                                 | 3   | 0   | 0   | 0   |     | –  | –  | –  | –  | –  |
| 2001/02                              | Prizma '83 Riga                      | LAT                                  | 0   | 0   | 0   | 0   | 0   | 1  | 1  | 1  | 2  | 2  |
| 2001/02                              | New Hampshire Jr. Monarchs           | EJHL                                 | 7   | 1   | 3   | 4   |     | –  | –  | –  | –  | –  |
| 2002/03                              | ASK/Zemgale                          | EEHL-B                               | 2   | 1   | 6   | 7   | 4   | –  | –  | –  | –  | –  |
| 2002/03                              | Valley Junior Warriors               | EJHL                                 | 24  | 9   | 10  | 19  | 21  | –  | –  | –  | –  | –  |
| 2003/04                              | ASK/Ogre                             | EEHL                                 | 28  | 5   | 5   | 10  | 44  | –  | –  | –  | –  | –  |
| 2003/04                              | ASK/Ogre                             | LAT                                  | 18  | 13  | 13  | 26  | 20  | 6  | 7  | 7  | 14 | 14 |
| 2004/05                              | ASK/Ogre                             | LAT                                  | 27  | 33  | 33  | 66  | 95  | 11 | 10 | 12 | 22 | 18 |
| 2005/06                              | Basingstoke Bison                    | EIHL                                 | 37  | 11  | 8   | 19  | 26  | 6  | 1  | 1  | 2  | 10 |
| 2006/07                              | HK Riga 2000                         | LAT                                  | 50  | 21  | 27  | 48  | 138 | –  | –  | –  | –  | –  |
| 2007/08                              | ASK/Ogre                             | LAT                                  | 44  | 25  | 23  | 48  | 76  | –  | –  | –  | –  | –  |
| 2008/09                              | HK Liepājas Metalurgs                | BLR                                  | 46  | 31  | 22  | 53  | 103 | –  | –  | –  | –  | –  |
| 2009/10                              | Eispiraten Crimmitschau              | 2. BL                                |     |     |     |     |     |    |    |    |    |    |
| Eastern Junior Hockey League gesamt  | Eastern Junior Hockey League gesamt  | Eastern Junior Hockey League gesamt  | 24  | 10  | 13  | 23  | 21  | 0  | 0  | 0  | 0  | 0  |
| East European Hockey League B gesamt | East European Hockey League B gesamt | East European Hockey League B gesamt | 12  | 5   | 11  | 16  | 48  | 0  | 0  | 0  | 0  | 0  |
| East European Hockey League gesamt   | East European Hockey League gesamt   | East European Hockey League gesamt   | 31  | 5   | 5   | 10  | 44  | 0  | 0  | 0  | 0  | 0  |
| Latvijas Hokeja Līga (LAT) gesamt    | Latvijas Hokeja Līga (LAT) gesamt    | Latvijas Hokeja Līga (LAT) gesamt    | 166 | 110 | 105 | 215 | 351 | 18 | 18 | 20 | 38 | 34 |

(Legende zur Spielerstatistik: Sp oder GP = absolvierte Spiele; T oder G = erzielte Tore; V oder A = erzielte Assists; Pkt oder Pts = erzielte Scorerpunkte; SM oder PIM = erhaltene Strafminuten; +/− = Plus/Minus-Bilanz; PP = erzielte Überzahltore; SH = erzielte Unterzahltore; GW = erzielte Siegtore; 1 Play-downs/Relegation; Kursiv: Statistik nicht vollständig)